# Waddy Butler Wood
Waddy Butler Wood (* 1869 in St. Louis, Missouri; † 25. Januar 1944 nahe Warrenton, Virginia) war ein US-amerikanischer Architekt.

## Leben
Waddy Butler Wood wurde als Sohn des aus Virginia stammenden Armee-Captains Charles Wood geboren, nachdem dieser mit seiner Frau nach Westen gezogen war. Kurz nach seiner Geburt zog die Familie wieder nach Virginia auf das Familien-Gut Spring Hill. Dort lebte Wood, bis er zum Studium an das Virginia Polytechnic Institute ging.
1892 begann Wood als Architekt in Washington zu arbeiten. Sein erstes Projekte war der von der Metropolitan Railroad in Auftrag gegebene Straßenbahnschuppen East Capitol Streetcar Barn (1896). Ein Jahr später baute er den Georgetown Car Barn (auch Union Station, 1897) für die Capital Traction Company. Zur selben Zeit entwarf er einige Wohnhäuser für die Siedlung Kalorama Heights (heute Adams Morgan).
1902 gründete Wood gemeinsam mit Edward Donn Jr. und William I. Deming ein Büro (Wood, Donn and Deming). Ihnen gelang es in der Folge zahlreiche größere Aufträge der Regierung zu erhalten, weshalb das Büro rasch zu einem der erfolgreichsten der Hauptstadt aufstieg. Zu ihren Aufträgen gehörten schon bald auch Arbeiten im ganzen Land, so zum Beispiel das Portsmouth Naval Hospital in Portsmouth, Virginia, einige Wohnhäuser für hochrangige Militärs und das Bachelor Apartment House neben dem Weißen Haus.
1906 war das Büro das erste in Washington D.C., das mit dem Union Trust Building ein Hochhaus entwarf. Zu den bekanntesten Arbeiten des Büros gehört indes der 1907 entworfene Freimaurer-Tempel, das heutige National Museum of Women in Arts. Als das Büro 1912 aufgelöst wurde, gründete Wood ein eigenes Büro. Zu seinen wichtigsten Arbeiten gehören das Washingtoner Innenministerium und die Commercial National Bank (Washington, D.C.).